# Tour d'Autriche 2017
La 69e édition du Tour d'Autriche a lieu du 2 au 8 juillet 2017. La course fait partie du calendrier UCI Europe Tour 2017 en catégorie 2.1. Initialement vainqueur de la course, l'Autrichien Stefan Denifl est déclassé pour dopage en 2021 et la victoire est officiellement réattribuée à Delio Fernández .

## Présentation

### Équipes
Dix-huit équipes participent à ce Tour d'Autriche - quatre WorldTeams, sept équipes continentales professionnelles et six équipes continentales :
| WorldTeams (4)- Astana - Cannondale-Drapac - Dimension Data - Katusha-Alpecin Équipes continentales professionnelles (7)- Cofidis, Solutions Crédits - Gazprom-RusVelo - Delko Marseille Provence KTM - Israel Cycling Academy - CCC Sprandi Polkowice - Aqua Blue Sport - Roompot-Nederlandse Loterij Équipes continentales (6)- Felbermayr Simplon Wels - Amplatz-BMC - Hrinkow Advarics Cycleang - WSA-Greenlife - Tirol - Vorarlberg Équipe nationale- Italie |
| |

## Étapes
| Étape     | Date     | Villes étapes                | type                      | Distance (km) | Vainqueur d'étape  | Leader du classement général |
| --------- | -------- | ---------------------------- | ------------------------- | ------------- | ------------------ | ---------------------------- |
| Prologue  | 2 juill. | Graz – Schloßberg            | prologue                  | 0,8           | Oscar Gatto        | Oscar Gatto                  |
| 1re étape | 3 juill. | Graz – Vienne                | étape vallonnée           | 193,8         | Elia Viviani       | Sep Vanmarcke                |
| 2e étape  | 4 juill. | Vienne – Pöggstall           | étape de moyenne montagne | 199,6         | Tom-Jelte Slagter  | Sep Vanmarcke                |
| 3e étape  | 5 juill. | Wieselburg – Altheim         | étape vallonnée           | 226,2         | Elia Viviani       | Sep Vanmarcke                |
| 4e étape  | 6 juill. | Salzbourg – Kitzbüheler Horn | étape de montagne         | 82,7          | Miguel Ángel López | Stefan Denifl                |
| 5e étape  | 7 juill. | Kitzbühel – Alpendorf        | étape de montagne         | 212,5         | Ben O'Connor       | Stefan Denifl                |
| 6e étape  | 8 juill. | Alpendorf – Wels             | étape vallonnée           | 203,9         | Clément Venturini  | Stefan Denifl                |

## Déroulement de la course

### Prologue
| \| Classement de l'étape \| Classement de l'étape \| Classement de l'étape \| Classement de l'étape \| Classement de l'étape \| \| Coureur \| Coureur \| Pays \| Équipe \| Temps \| \| --------------------- \| --------------------- \| --------------------- \| --------------------------- \| --------------------- \| \| 1er \| Oscar Gatto \| Italie \| Astana \| 2 min 11 s \| \| 2e \| Miguel Ángel López \| Colombie \| Astana \| + 1 s \| \| 3e \| William Clarke \| Australie \| Cannondale-Drapac \| + 4 s \| \| 4e \| Markus Eibegger \| Autriche \| Felbermayr Simplon Wels \| + 6 s \| \| 5e \| Sep Vanmarcke \| Belgique \| Cannondale-Drapac \| + 7 s \| \| 6e \| Anthony Perez \| France \| Cofidis, Solutions Crédits \| + 7 s \| \| 7e \| Andrea Vendrame \| Italie \| Italie \| + 8 s \| \| 8e \| Jan Tratnik \| Slovénie \| CCC Sprandi Polkowice \| + 8 s \| \| 9e \| Pieter Weening \| Pays-Bas \| Roompot-Nederlandse Loterij \| + 9 s \| \| 10e \| Lukas Schlemmer \| Autriche \| Felbermayr Simplon Wels \| + 10 s \| |                    |           |                             |            |
| |                    |           |                             |            |
| |                    |           |                             |            |
| Classement de l'étape |                    |           |                             |            |
| Coureur | Coureur            | Pays      | Équipe                      | Temps      |
| 1er | Oscar Gatto        | Italie    | Astana                      | 2 min 11 s |
| 2e | Miguel Ángel López | Colombie  | Astana                      | + 1 s      |
| 3e | William Clarke     | Australie | Cannondale-Drapac           | + 4 s      |
| 4e | Markus Eibegger    | Autriche  | Felbermayr Simplon Wels     | + 6 s      |
| 5e | Sep Vanmarcke      | Belgique  | Cannondale-Drapac           | + 7 s      |
| 6e | Anthony Perez      | France    | Cofidis, Solutions Crédits  | + 7 s      |
| 7e | Andrea Vendrame    | Italie    | Italie                      | + 8 s      |
| 8e | Jan Tratnik        | Slovénie  | CCC Sprandi Polkowice       | + 8 s      |
| 9e | Pieter Weening     | Pays-Bas  | Roompot-Nederlandse Loterij | + 9 s      |
| 10e | Lukas Schlemmer    | Autriche  | Felbermayr Simplon Wels     | + 10 s     |

| \| Classement général \| Classement général \| Classement général \| Classement général \| Classement général \| \| Coureur \| Coureur \| Pays \| Équipe \| Temps \| \| ------------------ \| ------------------ \| ------------------ \| --------------------------- \| ------------------ \| \| 1er \| Oscar Gatto \| Italie \| Astana \| 2 min 11 s \| \| 2e \| Miguel Ángel López \| Colombie \| Astana \| + 1 s \| \| 3e \| William Clarke \| Australie \| Cannondale-Drapac \| + 4 s \| \| 4e \| Markus Eibegger \| Autriche \| Felbermayr Simplon Wels \| + 6 s \| \| 5e \| Sep Vanmarcke \| Belgique \| Cannondale-Drapac \| + 7 s \| \| 6e \| Anthony Perez \| France \| Cofidis, Solutions Crédits \| + 7 s \| \| 7e \| Andrea Vendrame \| Italie \| Italie \| + 8 s \| \| 8e \| Jan Tratnik \| Slovénie \| CCC Sprandi Polkowice \| + 8 s \| \| 9e \| Pieter Weening \| Pays-Bas \| Roompot-Nederlandse Loterij \| + 9 s \| \| 10e \| Lukas Schlemmer \| Autriche \| Felbermayr Simplon Wels \| + 10 s \| |                    |           |                             |            |
| |                    |           |                             |            |
| |                    |           |                             |            |
| Classement général |                    |           |                             |            |
| Coureur | Coureur            | Pays      | Équipe                      | Temps      |
| 1er | Oscar Gatto        | Italie    | Astana                      | 2 min 11 s |
| 2e | Miguel Ángel López | Colombie  | Astana                      | + 1 s      |
| 3e | William Clarke     | Australie | Cannondale-Drapac           | + 4 s      |
| 4e | Markus Eibegger    | Autriche  | Felbermayr Simplon Wels     | + 6 s      |
| 5e | Sep Vanmarcke      | Belgique  | Cannondale-Drapac           | + 7 s      |
| 6e | Anthony Perez      | France    | Cofidis, Solutions Crédits  | + 7 s      |
| 7e | Andrea Vendrame    | Italie    | Italie                      | + 8 s      |
| 8e | Jan Tratnik        | Slovénie  | CCC Sprandi Polkowice       | + 8 s      |
| 9e | Pieter Weening     | Pays-Bas  | Roompot-Nederlandse Loterij | + 9 s      |
| 10e | Lukas Schlemmer    | Autriche  | Felbermayr Simplon Wels     | + 10 s     |

### 1reétape
| Classement | Classement        | Classement     | Classement             | Classement         |
|            | Coureur           | Pays           | Équipe                 | Temps              |
| ---------- | ----------------- | -------------- | ---------------------- | ------------------ |
| 1er        | Elia Viviani      | Italie         | Italie                 | en 4 h 28 min 50 s |
| 2e         | Sep Vanmarcke     | Belgique       | Cannondale-Drapac      | + 0 s              |
| 3e         | Jason Lowndes     | Australie      | Israel Cycling Academy | + 0 s              |
| 4e         | Rok Korošec       | Slovénie       | Amplatz-BMC            | + 0 s              |
| 5e         | Youcef Reguigui   | Algérie        | Dimension Data         | + 0 s              |
| 6e         | Alexander Porsev  | Russie         | Gazprom-RusVelo        | + 0 s              |
| 7e         | Clément Venturini | France         | Cofidis                | + 0 s              |
| 8e         | Ryan Gibbons      | Afrique du Sud | Dimension Data         | + 0 s              |
| 9e         | Alex Howes        | États-Unis     | Cannondale-Drapac      | + 0 s              |
| 10e        | Andrew Fenn       | Royaume-Uni    | Aqua Blue Sport        | + 0 s              |
| modifier   |                   |                |                        |                    |

| \| Classement général \| Classement général \| Classement général \| Classement général \| Classement général \| \| Coureur \| Coureur \| Pays \| Équipe \| Temps \| \| ------------------ \| ------------------- \| ------------------ \| ----------------------- \| ------------------ \| \| 1er \| Sep Vanmarcke \| Belgique \| Cannondale-Drapac \| 4 h 31 min 02 s \| \| 2e \| William Clarke \| Australie \| Cannondale-Drapac \| + 3 s \| \| 3e \| Markus Eibegger \| Autriche \| Felbermayr Simplon Wels \| + 5 s \| \| 4e \| Andrea Vendrame \| Italie \| Italie \| + 7 s \| \| 5e \| Elia Viviani \| Italie \| Italie \| + 9 s \| \| 6e \| Stephan Rabitsch \| Autriche \| Felbermayr Simplon Wels \| + 10 s \| \| 7e \| Jhonatan Restrepo \| Colombie \| Katusha-Alpecin \| + 11 s \| \| 8e \| Sven Erik Bystrøm \| Norvège \| Katusha-Alpecin \| + 11 s \| \| 9e \| Ivan Savitskiy \| Russie \| Gazprom-RusVelo \| + 11 s \| \| 10e \| Felix Großschartner \| Autriche \| CCC Sprandi Polkowice \| + 11 s \| |                     |           |                         |                 |
| |                     |           |                         |                 |
| |                     |           |                         |                 |
| Classement général |                     |           |                         |                 |
| Coureur | Coureur             | Pays      | Équipe                  | Temps           |
| 1er | Sep Vanmarcke       | Belgique  | Cannondale-Drapac       | 4 h 31 min 02 s |
| 2e | William Clarke      | Australie | Cannondale-Drapac       | + 3 s           |
| 3e | Markus Eibegger     | Autriche  | Felbermayr Simplon Wels | + 5 s           |
| 4e | Andrea Vendrame     | Italie    | Italie                  | + 7 s           |
| 5e | Elia Viviani        | Italie    | Italie                  | + 9 s           |
| 6e | Stephan Rabitsch    | Autriche  | Felbermayr Simplon Wels | + 10 s          |
| 7e | Jhonatan Restrepo   | Colombie  | Katusha-Alpecin         | + 11 s          |
| 8e | Sven Erik Bystrøm   | Norvège   | Katusha-Alpecin         | + 11 s          |
| 9e | Ivan Savitskiy      | Russie    | Gazprom-RusVelo         | + 11 s          |
| 10e | Felix Großschartner | Autriche  | CCC Sprandi Polkowice   | + 11 s          |

### 2eétape
| Classement | Classement         | Classement | Classement                  | Classement       |
|            | Coureur            | Pays       | Équipe                      | Temps            |
| ---------- | ------------------ | ---------- | --------------------------- | ---------------- |
| 1er        | Tom-Jelte Slagter  | Pays-Bas   | Cannondale-Drapac           | en 5 h 0 min 8 s |
| 2e         | Mekseb Debesay     | Érythrée   | Dimension Data              | + 0 s            |
| 3e         | Miguel Ángel López | Colombie   | Astana                      | + 0 s            |
| 4e         | Martijn Tusveld    | Pays-Bas   | Roompot-Nederlandse Loterij | + 0 s            |
| 5e         | Sep Vanmarcke      | Belgique   | Cannondale-Drapac           | + 9 s            |
| 6e         | Clément Venturini  | France     | Cofidis                     | + 9 s            |
| 7e         | Sven Erik Bystrøm  | Norvège    | Katusha-Alpecin             | + 9 s            |
| 8e         | Ivan Savitskiy     | Russie     | Gazprom-RusVelo             | + 9 s            |
| 9e         | Manuel Belletti    | Italie     | Italie                      | + 9 s            |
| 10e        | Guillaume Boivin   | Canada     | Israel Cycling Academy      | + 9 s            |
| modifier   |                    |            |                             |                  |

| \| Classement général \| Classement général \| Classement général \| Classement général \| Classement général \| \| Coureur \| Coureur \| Pays \| Équipe \| Temps \| \| ------------------ \| ------------------- \| ------------------ \| ---------------------------- \| ------------------ \| \| 1er \| Sep Vanmarcke \| Belgique \| Cannondale-Drapac \| 9 h 31 min 19 s \| \| 2e \| Andrea Vendrame \| Italie \| Italie \| + 7 s \| \| 3e \| Stephan Rabitsch \| Autriche \| Felbermayr Simplon Wels \| + 10 s \| \| 4e \| Sven Erik Bystrøm \| Norvège \| Katusha-Alpecin \| + 11 s \| \| 5e \| Ivan Savitskiy \| Russie \| Gazprom-RusVelo \| + 11 s \| \| 6e \| Felix Großschartner \| Autriche \| CCC Sprandi Polkowice \| + 11 s \| \| 7e \| Delio Fernández \| Espagne \| Delko-Marseille Provence-KTM \| + 12 s \| \| 8e \| Stefan Denifl \| Autriche \| Aqua Blue Sport \| + 12 s \| \| 9e \| Clément Venturini \| France \| Cofidis, Solutions Crédits \| + 15 s \| \| 10e \| Ben O'Connor \| Australie \| Dimension Data \| + 19 s \| |                     |           |                              |                 |
| |                     |           |                              |                 |
| |                     |           |                              |                 |
| Classement général |                     |           |                              |                 |
| Coureur | Coureur             | Pays      | Équipe                       | Temps           |
| 1er | Sep Vanmarcke       | Belgique  | Cannondale-Drapac            | 9 h 31 min 19 s |
| 2e | Andrea Vendrame     | Italie    | Italie                       | + 7 s           |
| 3e | Stephan Rabitsch    | Autriche  | Felbermayr Simplon Wels      | + 10 s          |
| 4e | Sven Erik Bystrøm   | Norvège   | Katusha-Alpecin              | + 11 s          |
| 5e | Ivan Savitskiy      | Russie    | Gazprom-RusVelo              | + 11 s          |
| 6e | Felix Großschartner | Autriche  | CCC Sprandi Polkowice        | + 11 s          |
| 7e | Delio Fernández     | Espagne   | Delko-Marseille Provence-KTM | + 12 s          |
| 8e | Stefan Denifl       | Autriche  | Aqua Blue Sport              | + 12 s          |
| 9e | Clément Venturini   | France    | Cofidis, Solutions Crédits   | + 15 s          |
| 10e | Ben O'Connor        | Australie | Dimension Data               | + 19 s          |

### 3eétape
| \| Classement de l'étape \| Classement de l'étape \| Classement de l'étape \| Classement de l'étape \| Classement de l'étape \| \| Coureur \| Coureur \| Pays \| Équipe \| Temps \| \| --------------------- \| --------------------- \| --------------------- \| --------------------------- \| --------------------- \| \| 1er \| Elia Viviani \| Italie \| Italie \| 5 h 22 min 12 s \| \| 2e \| Jason Lowndes \| Australie \| Israel Cycling Academy \| + 0 s \| \| 3e \| Sep Vanmarcke \| Belgique \| Cannondale-Drapac \| + 0 s \| \| 4e \| Filippo Fortin \| Italie \| Tirol Cycling Team \| + 0 s \| \| 5e \| Clément Venturini \| France \| Cofidis, Solutions Crédits \| + 0 s \| \| 6e \| Ryan Gibbons \| Afrique du Sud \| Dimension Data \| + 0 s \| \| 7e \| Sjoerd van Ginneken \| Pays-Bas \| Roompot-Nederlandse Loterij \| + 0 s \| \| 8e \| Riccardo Minali \| Italie \| Astana \| + 0 s \| \| 9e \| Rok Korošec \| Slovénie \| Amplatz-BMC \| + 0 s \| \| 10e \| Fabian Lienhard \| Suisse \| Team Vorarlberg \| + 0 s \| |                     |                |                             |                 |
| |                     |                |                             |                 |
| |                     |                |                             |                 |
| Classement de l'étape |                     |                |                             |                 |
| Coureur | Coureur             | Pays           | Équipe                      | Temps           |
| 1er | Elia Viviani        | Italie         | Italie                      | 5 h 22 min 12 s |
| 2e | Jason Lowndes       | Australie      | Israel Cycling Academy      | + 0 s           |
| 3e | Sep Vanmarcke       | Belgique       | Cannondale-Drapac           | + 0 s           |
| 4e | Filippo Fortin      | Italie         | Tirol Cycling Team          | + 0 s           |
| 5e | Clément Venturini   | France         | Cofidis, Solutions Crédits  | + 0 s           |
| 6e | Ryan Gibbons        | Afrique du Sud | Dimension Data              | + 0 s           |
| 7e | Sjoerd van Ginneken | Pays-Bas       | Roompot-Nederlandse Loterij | + 0 s           |
| 8e | Riccardo Minali     | Italie         | Astana                      | + 0 s           |
| 9e | Rok Korošec         | Slovénie       | Amplatz-BMC                 | + 0 s           |
| 10e | Fabian Lienhard     | Suisse         | Team Vorarlberg             | + 0 s           |

| \| Classement général \| Classement général \| Classement général \| Classement général \| Classement général \| \| Coureur \| Coureur \| Pays \| Équipe \| Temps \| \| ------------------ \| ------------------- \| ------------------ \| ---------------------------- \| ------------------ \| \| 1er \| Sep Vanmarcke \| Belgique \| Cannondale-Drapac \| 14 h 53 min 27 s \| \| 2e \| Andrea Vendrame \| Italie \| Italie \| + 11 s \| \| 3e \| Stephan Rabitsch \| Autriche \| Felbermayr Simplon Wels \| + 14 s \| \| 4e \| Sven Erik Bystrøm \| Norvège \| Katusha-Alpecin \| + 15 s \| \| 5e \| Ivan Savitskiy \| Russie \| Gazprom-RusVelo \| + 15 s \| \| 6e \| Felix Großschartner \| Autriche \| CCC Sprandi Polkowice \| + 15 s \| \| 7e \| Delio Fernández \| Espagne \| Delko-Marseille Provence-KTM \| + 16 s \| \| 8e \| Stefan Denifl \| Autriche \| Aqua Blue Sport \| + 16 s \| \| 9e \| Clément Venturini \| France \| Cofidis, Solutions Crédits \| + 19 s \| \| 10e \| Ben O'Connor \| Australie \| Dimension Data \| + 23 s \| |                     |           |                              |                  |
| |                     |           |                              |                  |
| |                     |           |                              |                  |
| Classement général |                     |           |                              |                  |
| Coureur | Coureur             | Pays      | Équipe                       | Temps            |
| 1er | Sep Vanmarcke       | Belgique  | Cannondale-Drapac            | 14 h 53 min 27 s |
| 2e | Andrea Vendrame     | Italie    | Italie                       | + 11 s           |
| 3e | Stephan Rabitsch    | Autriche  | Felbermayr Simplon Wels      | + 14 s           |
| 4e | Sven Erik Bystrøm   | Norvège   | Katusha-Alpecin              | + 15 s           |
| 5e | Ivan Savitskiy      | Russie    | Gazprom-RusVelo              | + 15 s           |
| 6e | Felix Großschartner | Autriche  | CCC Sprandi Polkowice        | + 15 s           |
| 7e | Delio Fernández     | Espagne   | Delko-Marseille Provence-KTM | + 16 s           |
| 8e | Stefan Denifl       | Autriche  | Aqua Blue Sport              | + 16 s           |
| 9e | Clément Venturini   | France    | Cofidis, Solutions Crédits   | + 19 s           |
| 10e | Ben O'Connor        | Australie | Dimension Data               | + 23 s           |

### 4eétape
| \| Classement de l'étape \| Classement de l'étape \| Classement de l'étape \| Classement de l'étape \| Classement de l'étape \| \| Coureur \| Coureur \| Pays \| Équipe \| Temps \| \| --------------------- \| --------------------- \| --------------------- \| ---------------------------- \| --------------------- \| \| 1er \| Miguel Ángel López \| Colombie \| Astana \| 2 h 09 min 16 s \| \| 2e \| Stefan Denifl \| Autriche \| Aqua Blue Sport \| + 17 s \| \| 3e \| Giulio Ciccone \| Italie \| Italie \| + 50 s \| \| 4e \| Alexey Rybalkin \| Russie \| Gazprom-RusVelo \| + 52 s \| \| 5e \| Delio Fernández \| Espagne \| Delko-Marseille Provence-KTM \| + 52 s \| \| 6e \| Rein Taaramäe \| Estonie \| Katusha-Alpecin \| + 54 s \| \| 7e \| Ángel Madrazo \| Espagne \| Delko-Marseille Provence-KTM \| + 1 min 14 s \| \| 8e \| Sergey Firsanov \| Russie \| Gazprom-RusVelo \| + 1 min 26 s \| \| 9e \| Martijn Tusveld \| Pays-Bas \| Roompot-Nederlandse Loterij \| + 1 min 31 s \| \| 10e \| Felix Großschartner \| Autriche \| CCC Sprandi Polkowice \| + 1 min 33 s \| |                     |          |                              |                 |
| |                     |          |                              |                 |
| |                     |          |                              |                 |
| Classement de l'étape |                     |          |                              |                 |
| Coureur | Coureur             | Pays     | Équipe                       | Temps           |
| 1er | Miguel Ángel López  | Colombie | Astana                       | 2 h 09 min 16 s |
| 2e | Stefan Denifl       | Autriche | Aqua Blue Sport              | + 17 s          |
| 3e | Giulio Ciccone      | Italie   | Italie                       | + 50 s          |
| 4e | Alexey Rybalkin     | Russie   | Gazprom-RusVelo              | + 52 s          |
| 5e | Delio Fernández     | Espagne  | Delko-Marseille Provence-KTM | + 52 s          |
| 6e | Rein Taaramäe       | Estonie  | Katusha-Alpecin              | + 54 s          |
| 7e | Ángel Madrazo       | Espagne  | Delko-Marseille Provence-KTM | + 1 min 14 s    |
| 8e | Sergey Firsanov     | Russie   | Gazprom-RusVelo              | + 1 min 26 s    |
| 9e | Martijn Tusveld     | Pays-Bas | Roompot-Nederlandse Loterij  | + 1 min 31 s    |
| 10e | Felix Großschartner | Autriche | CCC Sprandi Polkowice        | + 1 min 33 s    |

| \| Classement général \| Classement général \| Classement général \| Classement général \| Classement général \| \| Coureur \| Coureur \| Pays \| Équipe \| Temps \| \| ------------------ \| -------------------- \| ------------------ \| ---------------------------- \| ------------------ \| \| 1er \| Stefan Denifl \| Autriche \| Aqua Blue Sport \| DQ \| \| 2e \| Delio Fernández \| Espagne \| Delko-Marseille Provence-KTM \| + 41 s \| \| 3e \| Miguel Ángel López \| Colombie \| Astana \| + 56 s \| \| 4e \| Rein Taaramäe \| Estonie \| Katusha-Alpecin \| + 1 min 01 s \| \| 5e \| Felix Großschartner \| Autriche \| CCC Sprandi Polkowice \| + 1 min 21 s \| \| 6e \| Daniel Teklehaimanot \| Érythrée \| Dimension Data \| + 2 min 21 s \| \| 7e \| Giulio Ciccone \| Italie \| Italie \| + 2 min 22 s \| \| 8e \| Alexey Rybalkin \| Russie \| Gazprom-RusVelo \| + 2 min 32 s \| \| 9e \| Ángel Madrazo \| Espagne \| Delko-Marseille Provence-KTM \| + 2 min 43 s \| \| 10e \| Martijn Tusveld \| Pays-Bas \| Roompot-Nederlandse Loterij \| + 2 min 50 s \| |                      |          |                              |              |
| |                      |          |                              |              |
| |                      |          |                              |              |
| Classement général |                      |          |                              |              |
| Coureur | Coureur              | Pays     | Équipe                       | Temps        |
| 1er | Stefan Denifl        | Autriche | Aqua Blue Sport              | DQ           |
| 2e | Delio Fernández      | Espagne  | Delko-Marseille Provence-KTM | + 41 s       |
| 3e | Miguel Ángel López   | Colombie | Astana                       | + 56 s       |
| 4e | Rein Taaramäe        | Estonie  | Katusha-Alpecin              | + 1 min 01 s |
| 5e | Felix Großschartner  | Autriche | CCC Sprandi Polkowice        | + 1 min 21 s |
| 6e | Daniel Teklehaimanot | Érythrée | Dimension Data               | + 2 min 21 s |
| 7e | Giulio Ciccone       | Italie   | Italie                       | + 2 min 22 s |
| 8e | Alexey Rybalkin      | Russie   | Gazprom-RusVelo              | + 2 min 32 s |
| 9e | Ángel Madrazo        | Espagne  | Delko-Marseille Provence-KTM | + 2 min 43 s |
| 10e | Martijn Tusveld      | Pays-Bas | Roompot-Nederlandse Loterij  | + 2 min 50 s |

### 5eétape
| \| Classement de l'étape \| Classement de l'étape \| Classement de l'étape \| Classement de l'étape \| Classement de l'étape \| \| Coureur \| Coureur \| Pays \| Équipe \| Temps \| \| --------------------- \| --------------------- \| --------------------- \| ---------------------------- \| --------------------- \| \| 1er \| Ben O'Connor \| Australie \| Dimension Data \| 5 h 35 min 34 s \| \| 2e \| Riccardo Zoidl \| Autriche \| Felbermayr Simplon Wels \| + 11 s \| \| 3e \| Pieter Weening \| Pays-Bas \| Roompot-Nederlandse Loterij \| + 1 min 40 s \| \| 4e \| Giulio Ciccone \| Italie \| Italie \| + 1 min 46 s \| \| 5e \| Felix Großschartner \| Autriche \| CCC Sprandi Polkowice \| + 1 min 46 s \| \| 6e \| Delio Fernández \| Espagne \| Delko-Marseille Provence-KTM \| + 1 min 58 s \| \| 7e \| Patrick Schelling \| Suisse \| Team Vorarlberg \| + 1 min 58 s \| \| 8e \| Mekseb Debesay \| Érythrée \| Dimension Data \| + 1 min 58 s \| \| 9e \| Martijn Tusveld \| Pays-Bas \| Roompot-Nederlandse Loterij \| + 2 min 02 s \| \| 10e \| Stefan Denifl \| Autriche \| Aqua Blue Sport \| + 2 min 02 s \| |                     |           |                              |                 |
| |                     |           |                              |                 |
| |                     |           |                              |                 |
| Classement de l'étape |                     |           |                              |                 |
| Coureur | Coureur             | Pays      | Équipe                       | Temps           |
| 1er | Ben O'Connor        | Australie | Dimension Data               | 5 h 35 min 34 s |
| 2e | Riccardo Zoidl      | Autriche  | Felbermayr Simplon Wels      | + 11 s          |
| 3e | Pieter Weening      | Pays-Bas  | Roompot-Nederlandse Loterij  | + 1 min 40 s    |
| 4e | Giulio Ciccone      | Italie    | Italie                       | + 1 min 46 s    |
| 5e | Felix Großschartner | Autriche  | CCC Sprandi Polkowice        | + 1 min 46 s    |
| 6e | Delio Fernández     | Espagne   | Delko-Marseille Provence-KTM | + 1 min 58 s    |
| 7e | Patrick Schelling   | Suisse    | Team Vorarlberg              | + 1 min 58 s    |
| 8e | Mekseb Debesay      | Érythrée  | Dimension Data               | + 1 min 58 s    |
| 9e | Martijn Tusveld     | Pays-Bas  | Roompot-Nederlandse Loterij  | + 2 min 02 s    |
| 10e | Stefan Denifl       | Autriche  | Aqua Blue Sport              | + 2 min 02 s    |

| \| Classement général \| Classement général \| Classement général \| Classement général \| Classement général \| \| Coureur \| Coureur \| Pays \| Équipe \| Temps \| \| ------------------ \| -------------------- \| ------------------ \| ---------------------------- \| ------------------ \| \| 1er \| Stefan Denifl \| Autriche \| Aqua Blue Sport \| DQ \| \| 2e \| Delio Fernández \| Espagne \| Delko-Marseille Provence-KTM \| + 37 s \| \| 3e \| Miguel Ángel López \| Colombie \| Astana \| + 59 s \| \| 4e \| Felix Großschartner \| Autriche \| CCC Sprandi Polkowice \| + 1 min 05 s \| \| 5e \| Ben O'Connor \| Australie \| Dimension Data \| + 1 min 08 s \| \| 6e \| Giulio Ciccone \| Italie \| Italie \| + 2 min 06 s \| \| 7e \| Daniel Teklehaimanot \| Érythrée \| Dimension Data \| + 2 min 21 s \| \| 8e \| Alexey Rybalkin \| Russie \| Gazprom-RusVelo \| + 2 min 32 s \| \| 9e \| Ángel Madrazo \| Espagne \| Delko-Marseille Provence-KTM \| + 2 min 46 s \| \| 10e \| Martijn Tusveld \| Pays-Bas \| Roompot-Nederlandse Loterij \| + 2 min 50 s \| |                      |           |                              |              |
| |                      |           |                              |              |
| |                      |           |                              |              |
| Classement général |                      |           |                              |              |
| Coureur | Coureur              | Pays      | Équipe                       | Temps        |
| 1er | Stefan Denifl        | Autriche  | Aqua Blue Sport              | DQ           |
| 2e | Delio Fernández      | Espagne   | Delko-Marseille Provence-KTM | + 37 s       |
| 3e | Miguel Ángel López   | Colombie  | Astana                       | + 59 s       |
| 4e | Felix Großschartner  | Autriche  | CCC Sprandi Polkowice        | + 1 min 05 s |
| 5e | Ben O'Connor         | Australie | Dimension Data               | + 1 min 08 s |
| 6e | Giulio Ciccone       | Italie    | Italie                       | + 2 min 06 s |
| 7e | Daniel Teklehaimanot | Érythrée  | Dimension Data               | + 2 min 21 s |
| 8e | Alexey Rybalkin      | Russie    | Gazprom-RusVelo              | + 2 min 32 s |
| 9e | Ángel Madrazo        | Espagne   | Delko-Marseille Provence-KTM | + 2 min 46 s |
| 10e | Martijn Tusveld      | Pays-Bas  | Roompot-Nederlandse Loterij  | + 2 min 50 s |

### 6eétape
| Classement | Classement        | Classement     | Classement                  | Classement         |
|            | Coureur           | Pays           | Équipe                      | Temps              |
| ---------- | ----------------- | -------------- | --------------------------- | ------------------ |
| 1er        | Clément Venturini | France         | Cofidis                     | en 4 h 29 min 21 s |
| 2e         | Sep Vanmarcke     | Belgique       | Cannondale-Drapac           | + 0 s              |
| 3e         | Ryan Gibbons      | Afrique du Sud | Dimension Data              | + 0 s              |
| 4e         | Pim Ligthart      | Pays-Bas       | Roompot-Nederlandse Loterij | + 0 s              |
| 5e         | Ivan Savitskiy    | Russie         | Gazprom-RusVelo             | + 0 s              |
| 6e         | Davide Ballerini  | Italie         | Italie                      | + 0 s              |
| 7e         | Oscar Gatto       | Italie         | Astana                      | + 0 s              |
| 8e         | Gian Friesecke    | Suisse         | Vorarlberg                  | + 0 s              |
| 9e         | Guillaume Boivin  | Canada         | Israel Cycling Academy      | + 0 s              |
| 10e        | Sven Erik Bystrøm | Norvège        | Katusha-Alpecin             | + 0 s              |
| modifier   |                   |                |                             |                    |

## Classements finals

### Classement général final
| \| Classement général \| Classement général \| Classement général \| Classement général \| Classement général \| \| Coureur \| Coureur \| Pays \| Équipe \| Temps \| \| ------------------ \| -------------------- \| ------------------ \| ---------------------------- \| ------------------ \| \| 1er \| Delio Fernández \| Espagne \| Delko-Marseille Provence-KTM \| 27 h 10 min 44 s \| \| 2e \| Miguel Ángel López \| Colombie \| Astana \| + 12 s \| \| 3e \| Felix Großschartner \| Autriche \| CCC Sprandi Polkowice \| + 23 s \| \| 5e \| Ben O'Connor \| Australie \| Dimension Data \| + 1 min 08 s \| \| 6e \| Giulio Ciccone \| Italie \| Italie \| + 2 min 06 s \| \| 7e \| Daniel Teklehaimanot \| Érythrée \| Dimension Data \| + 2 min 21 s \| \| 8e \| Alexey Rybalkin \| Russie \| Gazprom-RusVelo \| + 2 min 32 s \| \| 9e \| Ángel Madrazo \| Espagne \| Delko-Marseille Provence-KTM \| + 2 min 46 s \| \| 10e \| Martijn Tusveld \| Pays-Bas \| Roompot-Nederlandse Loterij \| + 2 min 50 s \| |                      |           |                              |                  |
| |                      |           |                              |                  |
| Source : ProCyclingStats |                      |           |                              |                  |
| Classement général |                      |           |                              |                  |
| Coureur | Coureur              | Pays      | Équipe                       | Temps            |
| 1er | Delio Fernández      | Espagne   | Delko-Marseille Provence-KTM | 27 h 10 min 44 s |
| 2e | Miguel Ángel López   | Colombie  | Astana                       | + 12 s           |
| 3e | Felix Großschartner  | Autriche  | CCC Sprandi Polkowice        | + 23 s           |
| 5e | Ben O'Connor         | Australie | Dimension Data               | + 1 min 08 s     |
| 6e | Giulio Ciccone       | Italie    | Italie                       | + 2 min 06 s     |
| 7e | Daniel Teklehaimanot | Érythrée  | Dimension Data               | + 2 min 21 s     |
| 8e | Alexey Rybalkin      | Russie    | Gazprom-RusVelo              | + 2 min 32 s     |
| 9e | Ángel Madrazo        | Espagne   | Delko-Marseille Provence-KTM | + 2 min 46 s     |
| 10e | Martijn Tusveld      | Pays-Bas  | Roompot-Nederlandse Loterij  | + 2 min 50 s     |

### Classements annexes
| Classement par points | Classement par points | Classement par points | Classement par points | Classement par points |
| --------------------- | --------------------- | --------------------- | --------------------- | --------------------- |
|                       | Coureur               | Pays                  | Équipe                | Point(s)              |
| modifier              |                       |                       |                       |                       |

| Classement de la montagne | Classement de la montagne | Classement de la montagne | Classement de la montagne | Classement de la montagne |
| ------------------------- | ------------------------- | ------------------------- | ------------------------- | ------------------------- |
|                           | Coureur                   | Pays                      | Équipe                    | Point(s)                  |
| modifier                  |                           |                           |                           |                           |

| Classement du meilleur Autrichien | Classement du meilleur Autrichien | Classement du meilleur Autrichien | Classement du meilleur Autrichien | Classement du meilleur Autrichien |
|                                   | Coureur                           | Pays                              | Équipe                            | Temps                             |
| --------------------------------- | --------------------------------- | --------------------------------- | --------------------------------- | --------------------------------- |
| modifier                          |                                   |                                   |                                   |                                   |

| Classement par équipes | Classement par équipes | Classement par équipes | Classement par équipes |
|                        | Équipe                 | Pays                   | Temps                  |
| ---------------------- | ---------------------- | ---------------------- | ---------------------- |
| modifier               |                        |                        |                        |

### UCI Europe Tour
Ce Tour d'Autriche attribue des points pour l'UCI Europe Tour 2017, par équipes seulement aux coureurs des équipes continentales professionnelles et continentales, individuellement à tous les coureurs sauf ceux faisant partie d'une équipe ayant un label WorldTeam.
| Position,          | 1er | 2e | 3e | 4e | 5e | 6e | 7e | 8e | 9e | 10e | 11e | 12e | 13e à 15e | 16e à 25e |
| Classement général | 125 | 85 | 70 | 60 | 50 | 40 | 35 | 30 | 25 | 20  | 15  | 10  | 5         | 3         |
| Par étape          | 14  | 5  | 3  |    |    |    |    |    |    |     |     |     |           |           |
| Leader, par étape  | 3   |    |    |    |    |    |    |    |    |     |     |     |           |           |

## Évolution des classements
| Étape              | Vainqueur          | Classement général | Classement par points | Classement de la montagne | Classement du meilleur Autrichien | Classement par équipes |
| ------------------ | ------------------ | ------------------ | --------------------- | ------------------------- | --------------------------------- | ---------------------- |
| P                  | Oscar Gatto        | Oscar Gatto        | Oscar Gatto           | Oscar Gatto               | Markus Eibegger                   | Astana                 |
| 1                  | Elia Viviani       | Sep Vanmarcke      | Elia Viviani          | Stephan Rabitsch          | Markus Eibegger                   | Cannondale             |
| 2                  | Tom-Jelte Slagter  | Sep Vanmarcke      | Sep Vanmarcke         | Stephan Rabitsch          | Stephan Rabitsch                  | Dimension Data         |
| 3                  | Elia Viviani       | Sep Vanmarcke      | Elia Viviani          | Stephan Rabitsch          | Stephan Rabitsch                  | Dimension Data         |
| 4                  | Miguel Ángel López | Stefan Denifl      | Elia Viviani          | Stephan Rabitsch          | Stefan Denifl                     | Gazprom-RusVelo        |
| 5                  | Ben O'Connor       | Stefan Denifl      | Elia Viviani          | Stephan Rabitsch          | Stefan Denifl                     | Dimension Data         |
| 6                  | Clément Venturini  | Stefan Denifl      | Sep Vanmarcke         | Pieter Weening            | Stefan Denifl                     | Dimension Data         |
| Classements finals | Classements finals | Stefan Denifl      | Sep Vanmarcke         | Pieter Weening            | Stefan Denifl                     | Dimension Data         |